# Malcolm & Marie
Malcolm & Marie è un film del 2021 scritto e diretto da Sam Levinson.
È stato il primo film ad esser completato dopo lo scoppio della pandemia di COVID-19.

## Trama
Dopo la proiezione dell'anteprima del suo ultimo film da regista, Malcolm torna a casa con la propria fidanzata Marie; qui i due cominciano a rivelarsi l'un l'altro dei fatti che metteranno a dura prova il loro rapporto. Marie accusa Malcolm di non considerarla abbastanza, di darla per scontata non avendola ringraziata pubblicamente nel discorso alla première del film, la cui trama riguarda la storia di una tossicodipendente com'era lei e per cui lei crede di essere stata musa ispiratrice. Malcolm respinge le sue accuse, sostenendo che la protagonista, Imani, non si basi su di lei e sia una fusione di persone diverse. Marie insiste sul fatto che non avrebbe interpretato autenticamente le lotte di Imani contro l'abuso di droghe e la dipendenza se non fossero stati insieme.
Malcolm crede che Marie stia reagendo in modo esagerato, sostenendo che, poiché ha smesso di recitare anni fa, sia gelosa dell'attrice che ha interpretato Imani e che stia proiettando i suoi problemi personali su di lui e sul suo film. Malcolm attende trepidante le recensioni, legge avidamente la prima critica pubblicata che, nonostante sia nel complesso positiva, dà un'interpretazione politica del suo film, interpretazione che lui disconosce poiché non intendeva farne un manifesto politico e non si sente giudicato per i suoi meriti. Marie sminuisce giocosamente la sua reazione arrabbiata alla recensione positiva e la sua incapacità di accettare le critiche. Marie lo provoca domandandogli perché non l'abbia scelta per il ruolo di Imani, ruolo per cui lei crede avrebbe potuto apportare una vulnerabilità e un'autenticità al personaggio che avrebbe potuto far fare un salto di qualità al film.
Dopo essersi accusati l'un l'altro di essere egoisti, Marie tira fuori un coltello e recita la scena clou del film come Imani, per dimostrare la sua bravura a Malcolm, che si spaventa ma ne rimane impressionato per quanto sia convincente. I due vanno in camera da letto ma discutono ancora una volta, finché Marie gli dice chiaro e tondo quanto lui la dia per scontata, che il loro genuino amore abbia ispirato il film e che avrebbe dovuto riconoscerlo nel discorso della proiezione di quella sera. Stanchi, vanno a dormire senza dirsi quasi nulla, ringraziandosi solo brevemente. La mattina dopo Malcolm si sveglia da solo a letto; trova Marie fuori e si unisce a lei mentre guardano l'orizzonte in lontananza. Il film termina qui, lasciando ignoto il destino della loro relazione.

## Produzione
Il film è stato girato in segreto nel pieno della pandemia di COVID-19 tra il 17 giugno ed il 2 luglio 2020 in California, all'interno di un'unica proprietà di trentatré acri con le approvazioni dei sindacati Writers Guild of America, Directors Guild of America e Screen Actors Guild.
Le riprese del film in bianco e nero sono state effettuate su pellicola 35 millimetri.

## Promozione
Il primo trailer del film è stato diffuso l'8 gennaio 2021.

## Distribuzione
Il film è stata distribuita a partire dal 5 febbraio 2021 sulla piattaforma Netflix, che ha acquistato i diritti del film per trenta milioni di dollari.

## Accoglienza

### Critica
Il film ha ricevuto recensioni miste, dividendo la critica. Sull'aggregatore Rotten Tomatoes il film riceve il 57% delle recensioni professionali positive con un voto medio di 6.30 su 10 basato su 245 recensioni, mentre su Metacritic ottiene un punteggio di 53 su 100 basato su 42 recensioni.
Charles Bramesco di Little White Lies ha assegnato al film un punteggio di 1 su 5, definendolo un «talkathon goffo e orribilmente esagerato»; David Ehrlich di IndieWire ha assegnato una C+; Empire promuove il film definendolo un «grandioso dramma sentimentale»; per BBC.com «Levinson richiama tanti drammi sulle cattive relazioni, come Scene da un matrimonio, Storia di un matrimonio e soprattutto Chi ha paura di Virginia Woolf?, dando un restyling al genere grazie alle grandi interpretazioni, arrivando ad includere nuovi temi come il razzismo e il cinema hollywoodiano».
Il film è stato lodato per le interpretazioni e la chimica di Zendaya e John David Washington e la regia di Levinson, ma è stato criticato per la sua sceneggiatura. Il film è stato, tuttavia, anche oggetto di attacchi e critiche di natura specificamente ageista e neo-puritana per i 12 anni di differenza tra i due attori che interpretano i personaggi protagonisti.

## Riconoscimenti
- 2021 – Critics' Choice Awards[13][14]
  - #SeeHer Award
  - Candidatura per la migliore attrice a Zendaya
- 2021 – MTV Movie & TV Awards[15]
  - Candidatura per la miglior performance in un film a Zendaya